# 모노폴리 (이탈리아)

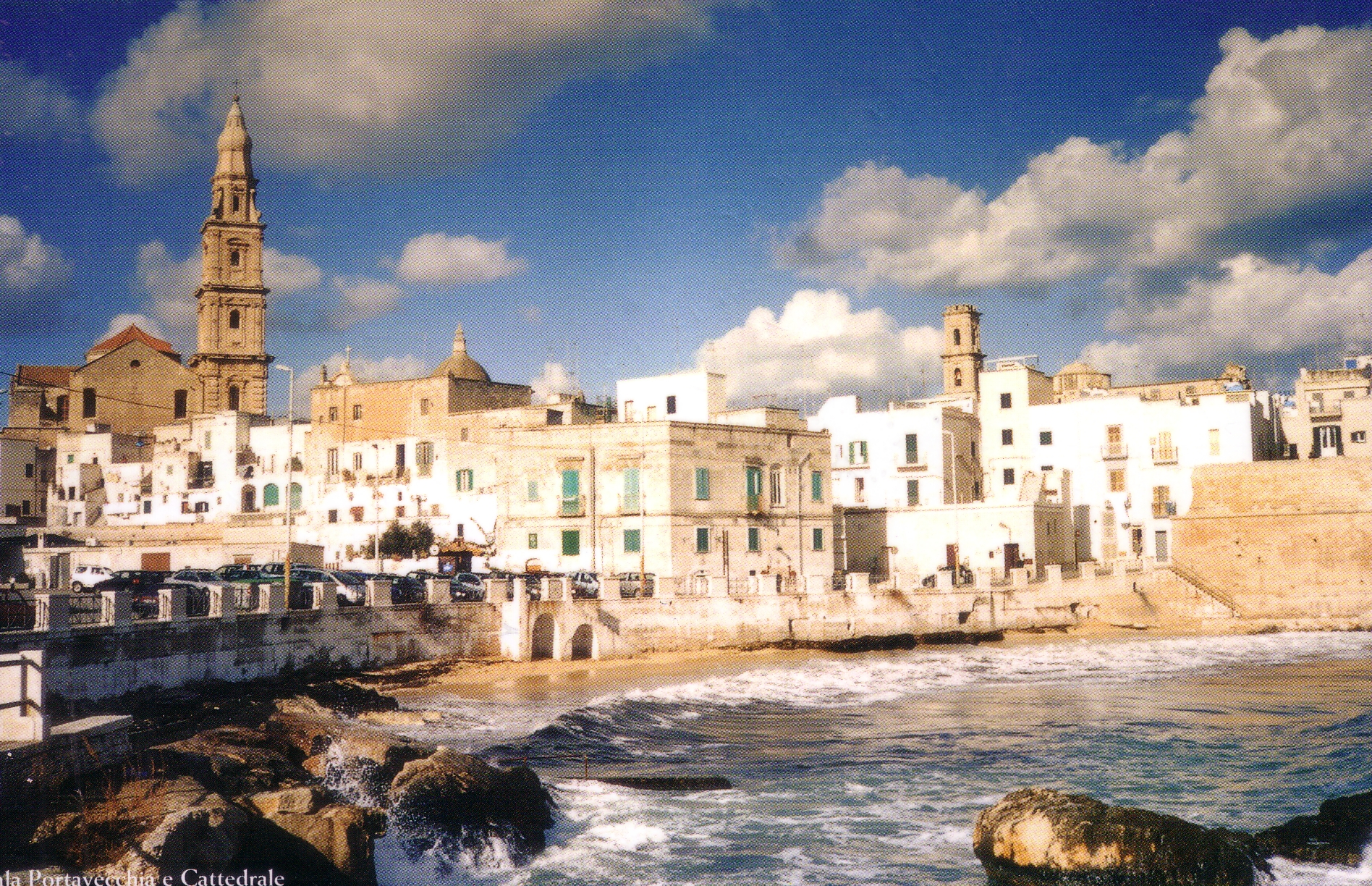
모노폴리

모노폴리(이탈리아어: Monopoli)는 이탈리아 풀리아주 바리현에 위치한 코무네로 면적은 156km2, 높이는 9m, 인구는 49,304명(2014년 1월 1일 기준), 인구 밀도는 320명/km2이다. 아드리아해와 접하고 있는 농업과 산업, 관광업의 중심 도시이다. 바리에서 남동쪽으로 약 40km 정도 떨어진 곳에 위치한다.

## 자매 도시
- 스위스 리스
- 루마니아 루고지
- 알바니아 블로러